# Manifeste annexionniste de Montréal
Le Manifeste annexionniste de Montréal, également connu sous le nom de l'Adresse de l'association de Montréal au peuple du Canada, est un document politique datée du 14 septembre 1849 et signé à Montréal, Québec, appelant à la Province du Canada à s'annexer aux États-Unis. C'était une association, présidée par John Redpath, regroupant à la fois les marchands du milieu anglophone mais également des politiciens canadiens-français. L'Association publie en octobre et décembre 1849 deux versions d'un manifeste prônant l'annexion du Canada aux États-Unis.

## Motivations
Les motivations derrière le projet sont économiques et politiques. Premièrement, les Corn Laws et l'abolition des tarifs préférentiels sur le bois d'oeuvre plongent le Canada dans une stagnation économique. L'annexion ouvrirait, selon les annexionnistes, de plus vastes marchés et relancerait du même coup l'économie canadienne. De l'autre côté, l'annexion permettrait également au Canada d'obtenir des institutions démocratiques et républicaines.
Les défenseurs du projet mettent l'accent sur son caractère irrémédiable. Les Canadiens français sont peu nombreux à signer le manifeste annexionniste et proviennent majoritairement de l'Institut canadien et du journal L'Avenir. Même s'il n'a pas signé le manifeste annexionniste, Louis-Joseph Papineau donne son accord à sa publication. Selon Papineau, l'important pour la société canadienne en Amérique est d'instaurer des institutions libres et de contester l’héritage des ancêtres comme étant un modèle fixe. Enfin, pour certaines personnes, l'annexion est aussi perçue comme étant la seule solution afin d'oublier les conflits politiques et sociaux comme l'incendie du Parlement en réaction au Bill des indemnités.

## Fonds d'archives
Le centre d'archives de Montréal de Bibliothèque et Archives nationales du Québec conserve un fonds d'archives concernant l'Association pour l'annexion.